# 中华人民共和国应急管理部
中华人民共和国应急管理部，规范化简称应急管理部，又简称应急部，是中华人民共和国国务院主管安全生产、灾害管理和应急救援的组成部门。
应急管理部主要负责组织编制国家应急总体预案和规划，指导各地区各部门应对突发事件工作，推动应急预案体系建设和预案演练。建立灾情报告系统并统一发布灾情，统筹应急力量建设和物资储备并在救灾时统一调度，组织灾害救助体系建设，指导安全生产类、自然灾害类应急救援，承担国家应对特别重大灾害指挥部工作。指导火灾、水旱灾害、地质灾害等防治。负责安全生产综合监督管理和工矿商贸行业安全生产监督管理等工作。

## 沿革

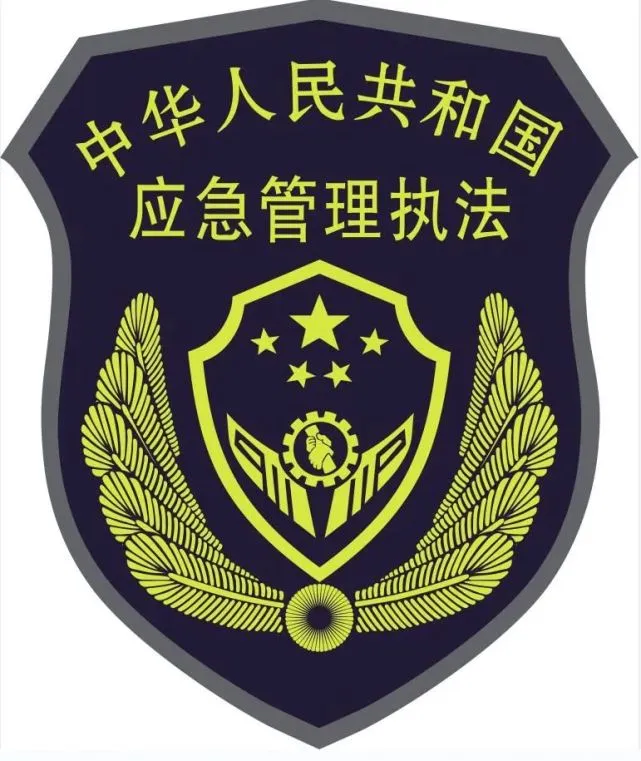
中华人民共和国应急管理执法队伍臂章

2018年3月17日第十三届全国人民代表大会第一次会议通过《第十三届全国人民代表大会第一次会议关于国务院机构改革方案的决定》，批准《国务院机构改革方案》。方案规定：“组建应急管理部。将国家安全生产监督管理总局的职责，国务院办公厅的应急管理职责，公安部的消防管理职责，民政部的救灾职责，国土资源部的地质灾害防治、水利部的水旱灾害防治、农业部的草原防火、国家林业局的森林防火相关职责，中国地震局的震灾应急救援职责以及国家防汛抗旱总指挥部、国家减灾委员会、国务院抗震救灾指挥部、国家森林防火指挥部的职责整合，组建应急管理部，作为国务院组成部门。中国地震局、国家煤矿安全监察局由应急管理部管理。公安消防部队、武警森林部队转制后，与安全生产等应急救援队伍一并作为综合性常备应急骨干力量，由应急管理部管理。不再保留国家安全生产监督管理总局。”
2018年4月16日，应急管理部正式挂牌。
2020年3月，应急管理部党组升格组建为部党委。
2020年8月31日，根据国家发展改革委《关于全面推开行业协会商会与行政机关脱钩改革的实施意见》（发改体改〔2019〕1063号），原由应急部主管的中国职业安全健康协会、中国安全生产协会等两家行业协会（商会）与应急部分离，依法直接登记、独立运行，剥离行政职能，不再设置业务主管单位。取消对其直接财政拨款，通过政府购买服务等方式支持其发展。
2020年10月9日，《中共中央办公厅 国务院办公厅关于调整应急管理部职责机构编制的通知》称，“应急管理部非煤矿山（含地质勘探）安全监管职责划入国家矿山安全监察局；撤销安全生产基础司（海洋石油安全生产监督管理办公室），相关职责并入安全生产执法局，安全生产执法局更名为安全生产执法和工贸安全监督管理局；危险化学品安全监督管理司更名为危险化学品安全监督管理一司；增设危险化学品安全监督管理二司（海洋石油安全生产监督管理办公室）”。国家煤矿安全监察局更名为国家矿山安全监察局。
2023年10月12日，《中共中央办公厅 国务院办公厅关于调整应急管理部职责机构编制的通知》称，“将应急管理部消防救援局和森林消防局职责、教育训练司承担的国家综合性消防救援队伍教育训练相关职责划转给国家消防救援局；应急管理部管理国家消防救援局，增加拟订消防员退出安置计划并组织实施、指导地方建立健全应急联合指挥平台职责；应急管理部按照下管一级原则，继续履行国家综合性消防救援队伍职务任免、调配、表彰、奖励、处分、烈士评定等有关工作；撤销应急管理部消防救援局、森林消防局；应急管理部应急指挥中心加挂国家消防救援局指挥中心牌子；教育训练司更名为队伍建设局，划出应急管理系统干部教育培训工作职责，所属院校、培训基地建设和管理工作职责给人事司（党委组织部），划出组织指导应急管理社会动员工作职责给救援协调和预案管理局，划入原火灾防治管理司承担的拟订国家综合性应急救援队伍管理保障办法并组织实施职责，加挂的党委宣传部牌子改挂到新闻宣传司；火灾防治管理司更名为风险监测和火灾综合防治司，划出拟订国家综合性应急救援队伍管理保障办法并组织实施职责给队伍建设局，划入原风险监测和综合减灾司承担的自然灾害综合监测预警、建立重大安全生产风险监测预警和评估论证机制工作职责；风险监测和综合减灾司更名为综合减灾和改革协调司，划出自然灾害综合监测预警、建立重大安全生产风险监测预警和评估论证机制工作职责给风险监测和火灾综合防治司，划入应急管理部办公厅（党委办公室）承担的重要文稿起草工作职责、政策法规司承担的重大政策研究工作职责；应急管理部国际合作和救援司加挂港澳台办公室牌子；政治部日常工作由人事司（党委组织部）、队伍建设局等承担”。

## 职责
根据《应急管理部职能配置、内设机构和人员编制规定》，应急管理部承担下列职责：
1. 负责应急管理工作，指导各地区各部门应对安全生产类、自然灾害类等突发事件和综合防灾减灾救灾工作。负责安全生产综合监督管理和工矿商贸行业安全生产监督管理工作。
2. 拟订应急管理、安全生产等方针政策，组织编制国家应急体系建设、安全生产和综合防灾减灾规划，起草相关法律法规草案，组织制定部门规章、规程和标准并监督实施。
3. 指导应急预案体系建设，建立完善事故灾难和自然灾害分级应对制度，组织编制国家总体应急预案和安全生产类、自然灾害类专项预案，综合协调应急预案衔接工作，组织开展预案演练，推动应急避难设施建设。
4. 牵头建立统一的应急管理信息系统，负责信息传输渠道的规划和布局，建立监测预警和灾情报告制度，健全自然灾害信息资源获取和共享机制，依法统一发布灾情。
5. 组织指导协调安全生产类、自然灾害类等突发事件应急救援，承担国家应对特别重大灾害指挥部工作，综合研判突发事件发展态势并提出应对建议，协助党中央、国务院指定的负责同志组织特别重大灾害应急处置工作。
6. 统一协调指挥各类应急专业队伍，建立应急协调联动机制，推进指挥平合对接，衔接解放军和武警部队参与应急救援工作。
7. 统筹应急救援力量建设，负责消防、森林和草原火灾扑救、抗洪抢险、地震和地质灾害救援、生产安全事故救援等专业应急救授力量建设，管理国家综合性应急教援队伍，指导地方及社会应急救援力量建设。
8. 负责消防工作，指导地方消防监督、火灾预防、火灾扑教等工作。
9. 指导协调森林和草原火灾、水旱灾害、地震和地质灾害等防治工作，负责自然灾害综合监测预警工作，指导开展自然灾害综合风险评估工作。
10. 组织协调灾害救助工作，组织指导灾情核查、损失评估、救灾拥赠工作，管理、分配中央救灾款物并监督使用。
11. 依法行使国家安全生产综合监督管理职权，指导协调、监督检查国务院有关部门和各省（自治区、直辖市）政府安全生产工作，组织开展安全生产巡查、考核工作。
12. 按照分级、属地原则，依法监督检查工矿商贸生产经营单位贯彻执行安全生产法律法规情况及其安全生产条件和有关设备（特种设备除外）、材料、劳动防护用品的安全生产管理工作。负责监督管理工矿商贸行业中央企业安全生产工作。依法组织并指导监督实施安全生产准入制度。负责危脸化学品安全监督管理综合工作和烟花爆竹安全生产监督管理工作。
13. 依法组织指导生产安全事故调查处理，监督事故查处和责任追究落实情况。组织开展自然灾害类突发事件的调查评估工作。
14. 开展应急管理方面的国际交流与合作，组织参与安全生产类、自然灾害类等突发事件的国际救援工作。
15. 制定应急物资储备和应急救援装备规划并组织实施，会同国家粮食和物资储备局等部门建立健全应急物资信息平台和调拨制度，在救灾时统一调度。
16. 负责应急管理、安全生产宣传教育和培训工作，组织指导应急管理、安全生产的科学技术研究、推广应用和信息化建设工作。
17. 管理中国地震局、国家煤矿安全监察局。
18. 完成党中央、国务院交办的其他任务。

## 机构设置
根据《应急管理部职能配置、内设机构和人员编制规定》（厅字〔2018〕60号）、《中央编办关于应急管理部所属事业单位机构编制的批复》、《中共中央办公厅、国务院办公厅关于调整应急管理部职责机构编制的通知》，应急管理部设置下列机构：

### 内设机构
- 办公厅（党委办公室）
- 应急指挥中心（国家消防救援局指挥中心）
- 人事司（党委组织部）
- 队伍建设局
- 综合减灾和改革协调司
- 救援协调和预案管理局
- 风险监测和火灾综合防治司
- 防汛抗旱司
- 地震和地质灾害救援司
- 危险化学品安全监督管理一司
- 危险化学品安全监督管理二司（海洋石油安全生产监督管理办公室）
- 安全生产执法和工贸安全监督管理局
- 安全生产综合协调司
- 救灾和物资保障司
- 政策法规司
- 国际合作和救援司（港澳台办公室）
- 规划财务司
- 调查评估和统计司
- 新闻宣传司（党委宣传部）
- 科技和信息化司
- 政治部（副部级）
- 机关党委（党委巡视工作领导小组办公室）
- 离退休干部局

应急管理部政治部日常工作由人事司（党委组织部）、队伍建设局等承担。应急管理部自然灾害工程应急救援中心设在中国安能建设集团有限公司，接受应急管理部业务指导。

### 应急管理部管理的国家局
- 国家矿山安全监察局（副部级）
- 国家消防救援局（副部级）

### 应急管理部管理的事业单位
- 中国地震局（副部级）

### 直属事业单位
- 国家安全生产应急救援中心
- 应急管理部调度中心
- 应急管理部矿山救援中心
- 应急管理部机关服务中心（应急管理部机关服务局）
- 应急管理部档案馆（煤炭工业档案馆）
- 应急管理部森林防火预警监测信息中心
- 应急管理部北方航空护林总站
- 应急管理部南方航空护林总站
- 中国地震应急搜救中心
- 应急管理部国家减灾中心（应急管理部卫星减灾应用中心）
- 应急管理部国际交流合作中心
- 应急管理部宣传教育中心（煤炭工业展览中心、应急管理部党校）
- 应急管理部培训中心（煤炭工业人才交流培训中心）
- 应急管理部研究中心（中国煤炭工业发展研究中心）
- 应急管理部大数据中心
- 应急管理部紧急救援促进中心
- 中国安全生产科学研究院
- 应急管理部化学品登记中心
- 应急管理部信息研究院（煤炭信息研究院）
- 应急总医院（国家应急医学中心、煤炭总医院）
- 应急管理部北戴河康复院（中国煤矿工人北戴河疗养院）
- 应急管理部大连康复中心（中国煤矿工人大连疗养院）
- 应急管理部昆明康复中心（中国煤矿工人昆明疗养院）
- 应急管理部西郊招待所
- 应急管理部东四招待所
- 应急管理部东单招待所
- 应急管理部盔甲厂招待所
- 煤炭工业职业技能鉴定指导中心
- 煤炭综合利用多种经营技术咨询中心
- 应急管理部国家自然灾害防治研究院
- 应急管理部上海消防研究所（国家消防救援局管理）
- 应急管理部天津消防研究所（国家消防救援局管理）
- 应急管理部沈阳消防研究所（国家消防救援局管理）
- 应急管理部四川消防研究所（国家消防救援局管理）
- 应急管理部消防产品合格评定中心（国家消防救援局管理）
- 应急管理部森林防火预警监测信息中心（国家消防救援局管理）
- 应急管理部消防救援队伍综合保障中心（应急管理部消防救援队伍职业技能鉴定中心）（国家消防救援局管理）
- 中国消防博物馆（国家消防救援局管理）

直属高等学校
- 华北科技学院［应急管理大学（筹）］
- 中国消防救援学院

### 直属企业单位
- 北京天安恒福房地产开发有限公司（机关服务中心管理）
- 煤炭工业出版社有限公司

## 历任领导
| 部长 - 王玉普 消防救援总监（2018年3月－2020年12月） - 黄明 消防救援总监（2021年4月－2022年9月） - 王祥喜（2022年9月－；2023年1月起兼国家消防救援局第一政委） 副部长 - 黄明 消防救援总监（2018年3月－2021年4月） - 付建华（2018年3月－2020年2月） - 孙华山（2018年3月－2021年1月，兼国家安全生产应急救援指挥中心主任、党委书记） - 郑国光（2018年3月－2020年8月，兼中国地震局党组书记、局长） - 黄玉治（2018年3月－2023年5月，兼国家矿山安全监察局党组书记、局长，2018年3月－2020年11月兼国家煤矿安全监察局党组书记、局长） - 叶建春（2018年3月－2020年2月，兼水利部副部长、党组成员，国家防汛抗旱总指挥部秘书长） - 尚勇（2018年3月－2022年3月，正部长级） - 周学文（2020年2月－2023年3月，兼水利部副部长、党组成员，国家防汛抗旱总指挥部秘书长） - 刘伟（2020年2月－2022年5月） - 宋元明（2021年1月－，兼国家安全生产应急救援指挥中心主任、党委书记） - 孙广宇（2022年6月－2023年10月） - 徐加爱（2022年8月－） - 王道席（2023年3月－，兼水利部副部长、党组成员） - 胡明朗（2024年2月－） - 周天（2024年3月－，兼国家消防救援局局长） | 党委书记 - 黄明 消防救援总监（2020年3月－2022年7月，2018年3月－2020年3月任党组书记） - 王祥喜（2022年7月－） 党委副书记 - 王玉普 消防救援总监（2020年3月－2020年12月，2018年3月－2020年3月任党组副书记） - 付建华（2018年3月－2020年2月任党组副书记） 政治部主任 - 许尔锋（2018年10月－2022年4月） - 郝军辉（2022年4月－2025年2月，兼国家消防救援局政委、党委书记） - 李良生（2025年4月－，兼国家消防救援局政委、党委书记） 其他党委委员 - 王浩水（2018年3月－2020年2月，兼总工程师） - 徐平 消防救援副总监（2020年2月－2024年1月，兼森林消防局局长（副部长级）、党委副书记；2023年1月起改兼国家消防救援局政委） - 闵宜仁（2020年8月－2024年5月，兼中国地震局党组书记、局长） - 琼色 消防救援副总监（2020年2月－2024年3月，兼消防救援局局长（中管正局级）、党委副书记；2023年1月起改兼国家消防救援局局长，副部长级） - 张永利（2020年5月－2023年6月，兼国家林业和草原局（国家公园管理局）副局长、党组成员） - 黄锦生（2023年5月－，兼国家矿山安全监察局党组书记、局长） - 彭小国（2023年7月－2024年12月，兼国家林业和草原局（国家公园管理局）副局长、党组成员） - 王昆（2024年5月－，兼中国地震局党组书记、局长） - 宋新春（2024年12月－，兼国家林业和草原局（国家公园管理局）副局长、党组成员） |

## 驻部纪检监察组
中央纪律检查委员会国家监察委员会驻应急管理部纪检监察组，简称中央纪委国家监委驻应急部纪检监察组，是中国共产党中央纪律检查委员会、中华人民共和国国家监察委员会设在应急管理部的派驻机构。

### 沿革
2005年，设立中央纪委驻国家安全生产监督管理总局纪检组（监察部驻国家安全生产监督管理总局监察局），是中央纪委、监察部派驻机构。2014年12月，中共中央制定出台《关于加强中央纪委派驻机构建设的意见》，为派驻全覆盖确定了时间表和路线图。2015年，根据中共中央《关于全面落实中央纪委向中央一级党和国家机关派驻纪检机构的方案》（中办发〔2015〕55号），撤销监察部驻各单位监察局，中央纪委驻各单位纪检组为对外工作联络的唯一名称，中共中央批准中央纪委对139家中央一级党和国家机关派驻纪检机构全覆盖，共设置47家派驻机构，其中20家为单独派驻机构，27家综合派驻机构负责监督119家单位。中央纪委驻国家安全生产监督管理总局纪检组为综合派驻机构。依据党章和中央纪委关于派驻机构职责规定，围绕监督执纪问责，履行党的纪律检查职能，监督重点对象是国家安全生产监督管理总局、国家煤矿安全监察局领导班子及中管干部和司局级干部。
2018年，深化党和国家机构改革及《中华人民共和国监察法》施行后，调整组建中央纪律检查委员会国家监察委员会驻应急管理部纪检监察组，综合派驻应急管理部、国家矿山安全监察局、国家消防救援局（2023年增列）、中国地震局4家单位。

### 机构设置
根据有关规定，中央纪委国家监委驻应急部纪检监察组设置下列机构（除注明外为副司局级）：
- 办公室
- 第一纪检监察室
- 第二纪检监察室
- 第三纪检监察室
- 第四纪检监察室

### 历任领导
组长
- 艾俊涛（2018年6月－2019年11月）
- 蒲宇飞 二级副总监察官（2019年12月－）[26]